# 中島資浩
中島 資浩（なかじま もとひろ、1971年5月16日 - ）は、日本の政治家。群馬県前橋市議会議員（通算5期）、群馬県議会議員（1期）などを務めた。

## 来歴
群馬県前橋市江田町生まれ。群馬県立前橋高等学校、中央大学法学部卒業。大学卒業後、参議院議員久世公堯の議員秘書を務める。2000年、高崎経済大学大学院地域政策研究科修士課程に入学。

### 前橋市議会議員
2001年、前橋市議会議員選挙に出馬し初当選。2003年、高崎経済大学大学院地域政策研究科修士課程を修了。2005年、前橋市議会議員に再選。

### 群馬県議会議員
2005年、群馬県議会前橋市・勢多郡選挙区補欠選挙に出馬し初当選したが、2007年、落選。

### 再び前橋市議会議員
2009年、前橋市議会議員に出馬し3選。前橋市議会議長に就任し、関東市議会議長会会長・全国市議会議長会部会長も務める。2013年、4選。2017年、5選。

### 前橋市長選挙に出馬
2019年、前橋市長選挙に無所属で出馬を表明。2020年2月9日の投開票の結果、候補者6人中得票数3位で落選。中島はこの選挙で群馬県議の小川晶（のちの前橋市長）から支援を受けた。

## 前橋市長選挙への政策
2019年、前橋市長選挙の出馬表明では「中島ビジョン2020」として重点政策を掲げている。